# Адам Коллар
Адам Коллар (словац. Adam František Kollár de Keresztén, угор. Kollár Ádám Ferenc; 17 квітня 1718, Терхова — 10 липня 1783, Відень) — словацький письменник, історик, бібліотекар. За його мудрість і обсяг знань його прозвали «Словацьким Сократом». Коллару також приписують введення терміну етнологія та формулювання його першого визначення в 1783. Деякі автори бачать в ньому одного з найбільш ранніх прословацьких, прослов'янських активістів в Габсбурзькій монархії.

## Біографія
У своїх публікаціях вимагав скасування кріпосного права, оподаткування дворянства і введення свободи віросповідання. Він зазначав, що старе феодальне суспільство потребує радикальної реформи. Коллар своїми поглядами вплинув на освітні реформи Марії-Терезії. Він був прихильником освіченого абсолютизму, вимагав рівноправності громадян. Угорське дворянство відхиляло всі запропоновані реформи, тому що воно відчувало в них загрозу. Також, Коллар виступав за зміцнення влади монарха (у праці «De originibus et usu perpetuo potestatis legilatoriae circa sacra apost. Regnum Ungariae»). Обурення угорських представників в парламенті призвели до привселюдного знищення праць Коллара на Братиславській площі. Коллар був першим словаком, що зібрав велику бібліотеку за підтримки Віденського двору і займався науковим вивченням слов'янської історії.

## Праці
- 1761 / 1762 — Viedenská zbierka dokumentov všetkých čias (Analecta monumentorum omnis aevi Vindobonensia, I—II.), Viedeň
- 1762 — Casp. Ursini Velii de bello Pannonico libri decem cum adnotationibus et appendice critico, Viedeň
- 1763 — Nicolai Olahi… Hungaria et Attila…, Viedeň, reedícia diela od Mikuláša Oláha
- 1764 — O pôvode a nepretržitom používaní zákonodárnej moci v cirkevných záležitostiach aspoštolských kráľov uhorských (De originibus et usu perpetuo potestatis legilatoriae legilatoriae circa sacra apost. regnum Ungariae)
- 1769 — O pôvode, rozšírení a osadení rusínskej národnosti v Uhorsku (De ortu, progressu et inclatu nationis Ruthenicae in Hungaria), prvé dejiny uhorských Ukrajincov
- 1772 — Jurium Hungariae in Russiam minorem et Podoliam, Bohemiaeque in Osvicensem et Zatoriensem ducatus explicatio, Viedeň; aj v nemčine
- 1777 — Učebný poriadok (Ratio educationis), pedagogické práce ovplyvňujúce školskú reformu
- 1783 — Pôvaby dejín verejného práva uhorského kráľovstva (Historiae jurisque publici regni Ungariae amoenitates, I—II., Viedeň)